# Université de Rome « Foro Italico »
Pour les articles homonymes, voir Université de Rome.
L'université de Rome « Foro Italico » (en italien : Università degli Studi di Roma "Foro Italico"), est une université publique italienne située à Rome.
Avant 2013, elle était connue sous le nom d'Institut universitaire de sciences motrices (Istituto Universitario di Scienze Motorie ou IUSM) qui, elle-même, avait succédé à l'Institut supérieur d'éducation physique (it) (Istituto Superiore di Educazione Fisica ou ISEF).
Elle porte parfois la dénomination d'Université de Rome IV.

## L'institut
L'Institut universitaire de sciences du mouvement est l'université italienne qui s'occupe de l'étude et de l'enseignement du mouvement du corps humain et des disciplines sportives. En 1998, l'État italien lui a conféré officiellement le titre d'université. Ses origines remontent aux années 1930. En Italie, les études concernant le mouvement humain et la gymnastique appliquée à l'activité didactique ont des origines encore plus lointaines : en 1861, Francesco De Sanctis, grand spécialiste de la littérature italienne, devenu ministre, institua les premiers cours d'éducation physique.

## L'enseignement et les perspectives professionnelles
À présent, l'Institut universitaire de sciences du mouvement s'occupe de l'enseignement et de la recherche de nombreuses disciplines : anatomie, physiologie, biologie, biomécanique, médecine du sport, pédagogie, psychologie, éducation et sport pour handicapés, informatique, communication, journalisme sportif. Un soin particulier est accordé à l'enseignement des langues étrangères, en particulier aux langues européennes. Beaucoup d'autres disciplines sont matières d'étude et d'approfondissement : athlétisme, gymnastique aux agrès, gymnastique rythmique, natation, arts martiaux, sport d'équipe, techniques de l'entrainement, escrime… Après trois ans de cours, les étudiants de l'institut peuvent avoir accès au marché du travail en qualité d'enseignants des activités physiques et sportives dans les écoles et dans les organisations du sport, privées ou publiques, dans le domaine des activités motrices pour les enfants, les personnes âgées et les handicapés, ou encore en qualité de managers ou experts de marketing dans les sociétés sportives ou bien se consacrer aux activités du sport professionnel. Dès l'an académique 2002-2003, on a prévu l'activation de cours de spécialisation, d'une durée de deux ans, après avoir passé la maîtrise.

## Les champions
Aux Jeux olympiques de Sydney trois des étudiants de l'IUSM ont participé aux compétitions de boxe et de plongeon. Dans le passé, des champions olympiques provenaient de l'institut qui s'appelait I.S.E.F. (Institut supérieur d'éducation physique) comme Klaus Dibiasi (plongeon) et Gianfranco Menichelli (gymnastique).

## Le siège
Le siège de l'Université se trouve, comme son l'indique, à l'entrée principale du Foro Italico de Rome, un espace vert au pied d'une colline couverte d'une forêt touffue, sur les rives du Tibre. Le Foro Italico est le plus grand complexe sportif italien qui accueillit en 1960 les Jeux olympiques.

Celui-ci comprend avec des piscines en plein air et couvertes, des salles de sport de différentes dimensions, des courts de tennis, trois stades dont le stade olympique, des salles d'étude, de classe, de conférences, de séminaires, de congrès, une bibliothèque spécialisée et de vastes espaces verts entourés de pins. 
Tous les citoyens de l'Union européenne peuvent s'inscrire à l'IUSM et les étudiants peuvent concourir pour de nombreux services mis au point pour eux.